# Mariann Horváthová
Mariann Horváthová (* 23. září 1968 Budapešť, Maďarsko) je bývalá maďarská sportovní šermířka, která se specializovala na šerm kordem. Maďarsko reprezentovala v devadesátých letech. V roce 1991, 1992 získala titul mistryně světa v soutěži jednotlivkyň a v roce 1991 titul mistryně Evropy. S maďarským družstvem kordistek získala celkem čtyři tituly mistryň světa (1989, 1991, 1992, 1993) a v roce 1991 vybojovala s družstvem titul mistryň Evropy.